# Eremurus suworowii
Eremurus suworowii är en grästrädsväxtart som beskrevs av Eduard August von Regel. Eremurus suworowii ingår i släktet Eremurus och familjen grästrädsväxter. Inga underarter finns listade i Catalogue of Life.